# Rajd Dolnośląski 1993
Rajd Dolnośląski 1993 – 9. edycja Zimowego Rajdu Dolnośląskiego. Był to rajd samochodowy rozgrywany od 19 do 20 lutego 1993 roku. Była to pierwsza runda Rajdowych Samochodowych Mistrzostw Polski w roku 1993. Rajd składał się z dziesięciu odcinków specjalnych (jeden odcinek odwołano).
Podczas tego rajdu zmarł, w wyniku odniesionych obrażeń wewnętrznych, Marian Bublewicz - wielokrotny mistrz Polski w rajdach w różnych klasach, stało się to na skutek wypadku jakiemu uległa załoga Marlboro Rally Team Poland. Przy pokonywaniu piątego odcinka specjalnego auto Bublewicza uderzyło w drzewo.

## Wyniki końcowe rajdu[2]
| Miejsce | Kierowca          | Pilot             | Samochód                    | Czas    | Strata | Grupa Klasa |
| ------- | ----------------- | ----------------- | --------------------------- | ------- | ------ | ----------- |
| 1       | Paweł Przybylski  | Krzysztof Gęborys | Toyota Celica GT-4          | 1:12:16 | -      | A10         |
| 2       | Marek Gieruszczak | Marek Skrobot     | Toyota Celica GT-4          | 1:12:21 | +5     | A10         |
| 3       | Romuald Chałas    | Zbigniew Atłowski | Mazda 323 4WD               | 1:17:45 | +5:29  | A10         |
| 4       | Fredrik Donner    | Julian Obrocki    | Subaru Legacy RS            | 1:19:49 | +7:33  | N5          |
| 5       | Robert Herba      | Artur Skorupa     | Nissan Sunny GTI-R          | 1:20:53 | +8:37  | N5          |
| 6       | Waldemar Doskocz  | Aleksander Dragon | Peugeot 309 GTI             | 1:21:20 | +9:04  | A10         |
| 7       | Robert Kępka      | Andrzej Górski    | Peugeot 309 GTI             | 1:21:41 | +9:25  | A10         |
| 8       | Lesław Orski      | Tomasz Chmiel     | Volkswagen Golf II GTi 16V  | 1:21:44 | +9:28  | A10         |
| 9       | Grzegorz Skiba    | Igor Bielecki     | Lancia Delta HF Integrale   | 1:24:22 | +12:06 | N5          |
| 10      | Zenon Sawicki     | Grzegorz Smoleń   | Ford Sierra RS Cosworth 4x4 | 1:24:25 | +12:09 | N5          |